# 장병철
장병철(張秉喆, 1976년 10월 30일 ~ )은 대한민국의 전 배구선수이자 전 감독으로 수원 한국전력 빅스톰의 감독을 맡고 있다. 1999년에 대전 삼성화재 블루팡스에 입단했고 포지션은 라이트였다. 2009년 여름에 열린 IBK 기업은행컵 국제 배구 대회에서 최우수 선수상을 받은 직후 은퇴를 선언하였다. 실업팀 현대제철 배구단을 거쳐 부산시 체육회 배구팀에서 활동하기도 했으며 수원 한국전력 빅스톰의 수석코치를 맡아 팀을 이끌었고 전임 감독인 김철수 감독이 성적부진에 따른 이유로 사임하자 2019-2020 시즌을 앞두고 새 감독으로 선임되었다.
결국 시즌 종료 후 재계약에 불발되어 수원 한국전력 빅스톰 감독직에서 물러나게 되었다.

## 출신학교
- 인천주안초등학교
- 인하대학교 사범대학 부속중학교
- 인하대학교 사범대학 부속고등학교
- 성균관대학교

## 경력
- 1999년~2009년 : 삼성화재 블루팡스
- 2000년 : 시드니 올림픽 국가대표
- 2002년 : 부산 아시안 게임 국가대표
- 2006년 : 도하 아시안 게임 국가대표
- 2015년 ~ 2019년 : 수원 한국전력 빅스톰 수석코치
- 2019년 ~ 2022년 : 수원 한국전력 빅스톰 감독